# Fortune Street
Fortune Street (いただきストリート Itadaki Sutorīto?), también conocido como Boom Street en inglés británico o Distrito Fortuna oficialmente en Español, es una serie de videojuegos de mesa creado por el diseñador de Dragon Quest Yuji Horii. Actualmente es propiedad de Square Enix y Kadokawa. La primera entrega fue lanzada para la Famicom en 1991. A partir de ahí, se han lanzado numerosas entregas para Super Famicom, PlayStation, PlayStation 2, PlayStation Portable, Nintendo DS, teléfonos móviles, Android, iOS, PlayStation 4 y PlayStation Vita. La serie ha sido lanzada exclusivamente en Japón antes de su lanzamiento para Wii.

## Desarrollo
La serie se originó como un minijuego dentro de Dragon Quest III, y resultó tan popular que se decidió que se lanzaría como un juego individual.  En una entrevista de 1989, Horii declaró que estaba trabajando en un juego de mesa con el ex editor de Famitsu Yoshimitsu Shiozaki y que valía la pena trabajar en un "género completamente diferente" a los juegos de Dragon Quest. Al crear la primera etapa, una prueba de juego reveló que el tablero era realmente difícil, por lo que se construyó una etapa de práctica y también fue demasiado difícil, lo que llevó a la etapa uno a convertirse en la etapa cuatro.  En 2011, el creador del juego Yuji Horii declaró que había considerado llevar Fortune Street al público internacional.  

## Elementos comunes
Los juegos son similares al Monopoly: los jugadores lanzan un dado para avanzar alrededor de un tablero, compran propiedades y ganan dinero cuando los oponentes llegan a la propiedad del jugador dueño de la misma, y roban cartas cuando caen en ciertos espacios. Los juegos difieren del Monopoly en que los jugadores pueden comprar y vender acciones de un bloque, afectando el valor de las acciones del bloque comprando o vendiendo las acciones de ese bloque o desarrollando una propiedad de ese bloque propiedad del jugador que aumenta el valor. No es necesario ser dueño de todo el bloque para construir una propiedad, aunque controlar más de una propiedad de un bloque le permite al jugador desarrollar sus propiedades en edificios más grandes y recolectar más de los oponentes. Los jugadores deben recolectar un conjunto de cuatro palos para subir de nivel y recolectar oro adicional cuando pasan la posición/banco inicial. En la mayoría de las versiones, hasta cuatro jugadores pueden competir para ganar cada tablero. Para ganar, un jugador debe regresar al banco con la cantidad requerida del tablero, que incluye el valor total de las acciones del jugador, el valor de la propiedad y el oro en la mano. También se ofrecen minijuegos y un mercado de valores para jugadores más experimentados.  

## Juegos
| Título | Año                         | Plataforma                      | Notas |
| --- | --------------------------- | ------------------------------- | --- |
| Itadaki Street: Watashi no Omise ni Yottette | - JP 1991                   | Famicom                         | Itadaki Street: Watashi no Omise ni Yottette fue desarrollado por Game Studio y Loginsoft, y publicado para la Famicom por ASCII el 21 de marzo de 1991. |
| Itadaki Street 2: Neon Sign wa Bara Iro ni | - JP 1994                   | Super Famicom                   | Itadaki Street 2: Neon Sign wa Bara Iro ni fue desarrollado por Tomcat System y publicado por Enix. Funciona como una versión "junior" Super Okuman Chouja Game. En lugar de que los jugadores realicen compras y ventas por su cuenta, el juego ofrece consejos para situaciones importantes. Hay muchos temas que incluyen elementos modernos, futuristas y el mapa del mundo. Los jugadores que están controlados por la inteligencia artificial del juego van desde adolescentes hasta adultos mayores. Los jugadores pueden moverse de 1 a 9 casillas y deben permitir recoger símbolos de las cartas para obtener dinero del banco. El juego de casino también está disponible e incluye Bingo y máquinas tragamonedas. Al igual que en Tower Dream, el juego termina instantáneamente si el único jugador humano se declara en bancarrota en un juego que involucra a 3 jugadores controlados por IA y 1 jugador controlado por humanos. |
| Itadaki Street: Gorgeous King | - JP 1998                   | PlayStation                     | Itadaki Street: Gorgeous King fue lanzado en PlayStation en 1998. Fue desarrollado por Tomcat System y publicado por Enix. A diciembre de 2004, el juego ha vendido más de 281.000 copias. |
| Itadaki Street 3 Okumanchouja ni Shite Ageru: Kateikyoushi Tsuki                                                                                | - JP 2002                   | PlayStation 2                   | Itadaki Street 3 Okumanchouja ni Shite Ageru: Kateikyoushi Tsuki fue desarrollado por Tamsoft y Crea-Tech y lanzado en PlayStation 2 en 2002. Fue publicado por Enix. En el lanzamiento, el juego se vendió 163.659 copias en 2002, y la revista Famitsu calificó el juego con 32 de 40. |
| Dragon Quest & Final Fantasy in Itadaki Street Special                                                                                          | - JP 2004                   | PlayStation 2                   | Dragon Quest & Final Fantasy in Itadaki Street Special fue lanzado el 22 de diciembre de 2004 por Square Enix para PlayStation 2. Permite jugar de uno a cuatro jugadores simultáneamente, lo que lo distingue de sus predecesores. El juego incluye personajes de Dragon Quest y Final Fantasy. Hasta el 31 de agosto de 2005, se habían vendido 380.000 unidades en Japón. |
| Dragon Quest & Final Fantasy in Itadaki Street Portable                                                                                         | - JP 2006                   | PlayStation Portable            | Dragon Quest & Final Fantasy in Itadaki Street Portable incluye personajes de las series de videojuegos Dragon Quest y Final Fantasy de Square Enix, aunque algunos críticos dijeron que las franquicias no agregaron mucho al juego. |
| Itadaki Street DS | - JP 2007                   | Nintendo DS                     | Itadaki Street DS incluye personajes de la serie Dragon Quest de Square Enix y las franquicias Super Mario de Nintendo, muchos de los cuales fueron rediseñados para parecer más jóvenes. El juego fue el segundo crossover entre personajes de Nintendo y Square Enix El sitio web del juego presentó un creador de personajes que combinaba las franquicias de Mario y Dragon Quest. La revista japonesa Famitsu le dio al juego 36/40 puntos. El juego vendió 430.000 copias en agosto de 2008. |
| Itadaki Street Mobile | - JP 2007                   | Mobile phones                   | Itadaki Street Mobile no incluía personajes de marca de ninguna franquicia de videojuegos. El juego era una versión simplificada de la serie, y antes del lanzamiento se puso a disposición una demostración que incluía Shell Island, uno de los tableros para principiantes. |
| Dragon Quest & Final Fantasy in Itadaki Street Mobile                                                                                           | - JP 2010                   | Mobile phones                   | Dragon Quest & Final Fantasy in Itadaki Street Mobile presenta personajes de Final Fantasy de muchos juegos diferentes de Final Fantasy XIII en un estilo de arte chibi. |
| Fortune Street lanzado en Japón como Itadaki Street Wii (いただきストリートWii?) y en Europa como Boom Street                                   | - JP 1 de diciembre de 2011 | Wii                             | Fortune Street fue desarrollado por Marvelous AQL, publicado por Square Enix en Japón y por Nintendo en otros países. fue revelado por Nintendo en el E3 2011 para Wii, y se lanzó el 1 de diciembre de 2011 en Japón, el 5 de diciembre en Norteamérica, el 23 de diciembre en Europa (o el 6 de enero para otra parte) y el 5 de enero en Australia. Fue el primer juego de la serie en publicarse fuera de Japón. TEl juego incluye personajes de las series Dragon Quest y Mario |
| Fortune Street Smart Released in Japan as Itadaki Street for Smartphone (いただきストリート for SMARTPHONE?) and in Europe as Boom Street Smart | - 2012 WW                   | Android, iOS                    | Fortune Street Smart es una entrega de la serie desarrollada para smartphones. En Japón, el juego se lanzó para dispositivos Android el 23 de enero de 2012 a través de Square Enix Market, y para Apple iOS on March 22, 2012 el 22 de marzo de 2012 a través de la App Store. En el extranjero, el juego se lanzó para iOS el 31 de mayo de 2012 a través de la App Store. No incluye personajes con licencia de otras series como Dragon Quest, Final Fantasy y Mario. |
| Itadaki Street: Dragon Quest and Final Fantasy 30th Anniversary                                                                                 | JP: 2017                    | PlayStation 4, PlayStation Vita | Desarrollado por Tose y estrenado en Japón el 19 de octubre de 2017. |

## Recepción
IGN dio la primera localización de la serie en Estados Unidos, llamada "Fortune Street", una calificación de "Buena", por su juego de mesa profundo, pero dijo que podría haber sido más interactivo. Siliconera señaló que la introducción de personajes de franquicias establecidas de Final Fantasy, Dragon Quest y los juegos de Mario ha aumentado en gran medida la popularidad de los juegos y el intercambio de ideas. Fortune Street, el primer lanzamiento internacional de la serie, fue recibido con críticas mixtas, elogiando la selección de personajes y la jugabilidad profunda, pero menospreciando su largo compromiso de tiempo.  